# گیوم رنو
گیوم رنو (فرانسوی: Guillaume Raineau‎؛ زادهٔ ۲۹ ژوئن ۱۹۸۶) قایقران روئینگ اهل فرانسه است.